# Alejo González
Alejo González är en ort i Mexiko.   Den ligger i kommunen San Pedro och delstaten Coahuila, i den centrala delen av landet, 800 km nordväst om huvudstaden Mexico City. Alejo González ligger 1 109 meter över havet och antalet invånare är 1 214.
Terrängen runt Alejo González är mycket platt. Runt Alejo González är det glesbefolkat, med 9 invånare per kvadratkilometer. Närmaste större samhälle är Concordia, 9,1 km sydost om Alejo González. Trakten runt Alejo González består till största delen av jordbruksmark.